# 早川エジソン正吉
早川 エジソン 正吉（はやかわ - まさよし、1967年3月4日 - ）は、ブラジル・サンパウロ州出身の元サッカー選手、エスコート通訳。現在はJリーグ・柏レイソルで通訳を務める。
現役時代のポジションはディフェンダー。日系ブラジル三世。ポルトガル語、日本語、英語、スペイン語を使いこなす。

## 来歴
1990年、23歳の時に知人から「働きながらサッカー選手としてプレーできる」との話を受けて日本に渡ったが、空港では誰も迎えることがなく「実態のない話」であったことに気付く。しかし帰る旅費もなくアルバイトで生計を立て、翌年の1991年に熊本県社会人リーグに属していた東亜建設工業サッカー部（現：ブレイズ熊本）に入団し、ディフェンダーとして1993年までの3年間プレーした。
退団後は選手を引退し、様々な職場で働くことになる。1998年にポルトガル語新聞のアルバイトとしてJリーグ・アビスパ福岡対ジュビロ磐田戦を取材した際にスカウトを受け、1999年よりアビスパ福岡の通訳に就任する。通訳だけではなく、外国人選手のケアも手掛けた。2009年12月、アビスパ福岡を契約満了で退団。
2010年4月にファビオとターレスの2人のブラジル人選手が入団した関係で、通訳を探していたロアッソ熊本でパートタイムとして通訳の仕事に再び就き、2011年にはスタッフとして正式採用された。約2年間通訳を務めた後、2012年1月12日に退団が発表された。
2012年より、クラブ史上初めてのブラジル人監督を迎えるガンバ大阪のポルトガル語通訳に就任した。監督はシーズン序盤の3月に解任されたものの、ラフィーニャ(6月に退団)、パウリーニョ、エドゥワルド、レアンドロ(6月に復帰)といったブラジル人選手が所属している為、早川はガンバに残留している。
2015年より、湘南ベルマーレの通訳に就任。
2017年より、アビスパ福岡の通訳に再び就任。
2019年より柏レイソルの通訳に就任。

## 所属クラブ
- 1991年 - 1993年  東亜建設工業サッカー部

## 指導歴
- 1999年 - 2009年  アビスパ福岡：通訳
- 2010年  ロアッソ熊本：非常勤通訳
- 2011年  ロアッソ熊本：通訳兼アカデミースタッフ
- 2012年 - 2013年  ガンバ大阪：通訳
- 2015年 - 2016年  湘南ベルマーレ：通訳
- 2017年 - 2018 アビスパ福岡：通訳
- 2019年 - 現在 柏レイソル：通訳